# Merluccius bilinearis
La merluza norteamericana, americana o plateada (Merluccius bilinearis) es una especie de pez gadiforme de la familia Merlucciidae. Es propia del Atlántico noroeste, encontrándose desde Canadá y Estados Unidos hasta las Bahamas. No se reconocen subespecies.